# Museo del palacio Sheikh Zayed
El museo del palacio Sheikh Zayed es un museo en la ciudad de Al Ain, en el emirato de Abu Dabi, en los Emiratos Árabes Unidos.
El museo tiene su sede en el palacio del expresidente de los Emiratos Árabes Unidos, el jeque Zayed bin Sultan Al Nahyan, y su familia. El edificio fue construido en 1937 en el lado occidental del oasis de Al Ain, el oasis más grande en Al Ain. Sheikh Zayed vivió aquí hasta 1966. Se convirtió en un museo en 2001.
El museo presenta muchas de las habitaciones en el palacio, que incluye una galería de arte.